# Баграташен
Баграташе́н (арм. Բագրատաշեն) — село в северной части Тавушской области Армении.
Главой сельской общины является Араик Паранян.

## География
Село расположено на правом берегу реки Дебед, близ армяно-грузинской границы. На левом берегу реки, то есть уже в Грузии, расположено село Садахло. Баграташен — самый северный населённый пункт в Армении.
В Баграташене находится один из трёх КПП на армяно-грузинской границе, расположенный на трассе Ереван — Тбилиси.
Среднегодовая температура равна 11,7 °C.
Село расположено на высоте 453 метра над уровнем моря.

## История
По данным «Кавказского календаря» на 1854 год, в селе Ламбало Борчалинского участка Тифлисского уезда проживали азербайджанцы, указанные как «татары», говоришие между собой по-азербайджански (в источнике — «по-татарски»). По данным на 1886 год, в селе Ламбало проживало 299 человек, 292 из которых были азербайджанцами, указанными как «татары».
По данным «Кавказского календаря» на 1912 год, в селе Ламбало Борчалинского уезда Тифлисской губернии проживало 445 человек, в основном азербайджанцев, указанных как «татары».
В декабре 1918 года Борчалинский уезд со смешанным населением стал районом боевых действий в ходе Армяно-грузинской войны, по итогам которой южная часть Борчалы перешла под контроль Армении. В ноябре 1920 года Борчалинский уезд был оккупирован Грузией. После установления в Грузии советской власти весь регион Лори был передан в состав Советской Армении.

### Советский период
29 сентября 1948 года Кабинет министров Армянской ССР принял решение создать на основе колхоза Ламбало оливковый совхоз. В связи с этим было запланировано поселить в этом совхозе прибывающих из-за рубежа армян, а местных жителей-азербайджанцев переселить в Сальянский район Азербайджанской ССР (подробнее см. статью «Депортация азербайджанцев из Армении (1947—1950)»). В селе тогда проживало 1192 человека. Жители села отказались уезжать, из-за чего переселение было перенесено на 1949 год. Весной-летом 1949 года на жителей села было оказано давление со стороны властей, требовавших от них покинуть село. Руководство Ноемберянского района постановило передать имущество и скот колхоза Ламбало селу Юхары Керплю, в результате чего жители Ламбало были вынуждены покинуть родное село. Некоторые перебрались в этнически азербайджанские сёла Грузинской ССР. 28 ноября жившие в Марнеульском районе ламбалинцы вернулись в Ламбало, но обнаружили в своих домах прибывших из-за рубежа армян, после чего власти отправили их по железной дороге на станцию Улуханлы. Там они пробыли трое суток, после чего были отправлены в город Севан, а оттуда — в сёла Зод и Агкилиса Басаркечарского района. Вернувшиеся оттуда в Грузию ламбалинцы были вынуждены жить в землянках недалеко от родного села.
В 1960 году село было переименовано в Дебедашен, а в 1972 году было названо в честь Героя Социалистического Труда Баграта Вартаняна (1894—1971).

### Современность
В ходе Карабахского конфликта в этом селе, а также в с. Дебедаван и Ахтанак, были поселены беженцы из Азербайджана — армяне и удины.
В 1994 году правительство Армении приняло решение об организации на территории Баграташена приграничной торговли с Грузией.
Международная организация «Врачи без границ» открыла здесь амбулаторный медицинский центр.

## Культура
Из села Ламбало происходили ковры типа «Ламбало» казахской группы.

## Примечание
1. 1 2  Мустафа Н.[азерб.]. 1948-1953-cü illər deportasiyasının bəzi məqamları (азерб.) // Xalq qəzeti. — 2009. — 7 yanvar (no 3). — S. 6. Архивировано 29 мая 2020 года.
2. ↑  Socio-economic characteristics of marzes and Yerevan city of the RA, Tavush marz, 2023. Дата обращения: 3 января 2024. Архивировано 1 декабря 2023 года.
3. ↑  Тавушский марз. Архивировано 1 мая 2008 года.
4. ↑  Вардеванян Ашот (руководитель программы). Национальная программа действий по борьбе с опустыниванием в Армении. — Ереван, 2002. — ISBN 99930-935-6-4.
5. ↑  Кавказский календарь на 1854 год. — Тифлис, 1853. — С. 318.
6. ↑  Свод статистических данных о населении Закавказского края, извлеченных из посемейных списков 1886 г.. — Тифлис, 1893. — С. 33. — 487 с.
7. ↑  Кавказский календарь. Тифлис 1912 (недоступная ссылка — история).
8. ↑  Самцхе-Джавахети-Цалка в забвении. Архивировано 19 февраля 2009 года.
9. ↑  Армения: в районе местного рынка открыты шесть клиник (недоступная ссылка — история).
10. ↑  Ian Bennett. Oriental rugs (англ.). — Oriental Textile Press, 1989. — P. 72.